# Wspólnota administracyjna Eberbach
Wspólnota administracyjna Eberbach – wspólnota administracyjna (niem. Vereinbarte Verwaltungsgemeinschaft) w Niemczech, w kraju związkowym Badenia-Wirtembergia, w rejencji Karlsruhe, w regionie Rhein-Neckar, w powiecie Rhein-Neckar. Siedziba wspólnoty znajduje się w mieście Eberbach, przewodniczącym jej jest Bernhard Martin.
Wspólnota administracyjna zrzesza jedno miasto i jedną gminę wiejską:
- Eberbach, miasto, 14 917 mieszkańców, 81,16 km²
- Schönbrunn, 2 941 mieszkańców, 34,48 km²